# Champigneulle
Champigneulle ist eine französische Gemeinde mit 53 Einwohnern (Stand 1. Januar 2022) im Département Ardennes in der französischen Region Grand Est. Sie gehört zum Arrondissement Vouziers und zum Gemeindeverband l’Argonne Ardennaise.

## Demographie
| Jahr      | 1962 | 1968 | 1975 | 1982 | 1990 | 1999 | 2009 | 2016 |
| --------- | ---- | ---- | ---- | ---- | ---- | ---- | ---- | ---- |
| Einwohner | 115  | 115  | 91   | 77   | 67   | 64   | 60   | 62   |

## Sehenswürdigkeiten
- Kirche Saint-Sulpice mit bemerkenswerten Holzkreuz Christi

## Persönlichkeiten
- Karl Roos (1878–1940) hat sich für die Unabhängigkeit des Elsass eingesetzt. Er wurde der Spionage angeklagt und dieserhalb am 7. Februar 1940 in Champigneulle füsiliert.
- Der Maler François Desportes wurde 1661 in Champigneulle geboren. Er war am Hof von Ludwig XIV. und Ludwig XV. tätig und porträtierte dort deren Lieblingstiere. Er wird als Mitbegründer der Tierporträtmalerei angesehen. Er verstarb 1743 in Paris.